# Harmothoe spongicola
Harmothoe spongicola är en ringmaskart som beskrevs av Sylvanus Charles Thorp Hanley och Burke 1991. Harmothoe spongicola ingår i släktet Harmothoe och familjen Polynoidae. Inga underarter finns listade i Catalogue of Life.